# Pancovia laurentii
Pancovia laurentii är en kinesträdsväxtart som först beskrevs av De Wild., och fick sitt nu gällande namn av Ernest Friedrich Gilg och De Wild.. Pancovia laurentii ingår i släktet Pancovia och familjen kinesträdsväxter. Inga underarter finns listade i Catalogue of Life.